# Rhytidicolus hoferi
Espèce
Rhytidicolus hoferi est une espèce d'araignées mygalomorphes de la famille des Rhytidicolidae.

## Distribution
Cette espèce est endémique d'Amazonas au Brésil,. Elle se rencontre vers Manaus.

## Description
Le mâle holotype mesure 10,81 mm.

## Systématique et taxinomie
Cette espèce a été décrite par Ríos-Tamayo en 2024.

## Étymologie
Cette espèce est nommée en l'honneur d'Hubert Höfer. 

## Publication originale
(mai 2024).
- Ríos-Tamayo, 2024 : « New data on the genus Rhytidicolus (Aranei: Rhytidicolidae), with redescription of R. structor Simon, 1889 and description of a new species. » Arthropoda Selecta, vol. 33, no 2, p. 240-244.